# Dimitri Legasse
Pour les articles homonymes, voir Legasse.
 (novembre 2019).
Si vous disposez d'ouvrages ou d'articles de référence ou si vous connaissez des sites web de qualité traitant du thème abordé ici, merci de compléter l'article en donnant les références utiles à sa vérifiabilité et en les liant à la section « Notes et références ».
Dimitri Legasse, né à Enghien le 16 août 1970  est un homme politique belge wallon, membre du Parti socialiste (Belgique).
Il est licencié en Sciences Sociales (Université Libre de Bruxelles); attaché de direction au TEC Brabant Wallon.

## Carrière politique
- Conseiller CPAS de 1994 à 2000
- Echevin de la Jeunesse, des Sports, de l’Action sociale et de l’Environnement de 2001 à 2006
- Bourgmestre de Rebecq depuis le 4 décembre 2006
- Député wallon et de la communauté française :
  - du 25 mai 2014 au 3 décembre 2018
  - depuis le 26 mai 2019

## Décoration
- Chevalier de l'ordre de Léopold (2024)[1].